# Vodní nádrž Jezeří
Vodní nádrž Jezeří je přehradní nádrž na katastrálním území Podhůří u Vysoké Pece na samé východní hranici okresu Chomutov a katastrálním území Jezeří v okrese Most v Ústeckém kraji. Leží na Vesnickém potoce v Krušných horách uprostřed Národní přírodní rezervace Jezerka v údolí mezi kopci Jezeří (707 m) a Jedlová (853 m). Je součástí vodohospodářské soustavy v oblasti severočeské hnědouhelné pánve. Správcem vodního díla je státní podnik Povodí Ohře. Přehrada je chráněna jako kulturní památka.

## Historie
Přehradu nechal na svém panství vystavět v letech 1902–1904 Mořic z Lobkovic. Sám se otevření dokončení přehrady nedožil, zemřel v roce 1903. Na jeho počest byla přehrada původně nazvána jeho jménem (Moritz-Talsperre). Náklady činily půl miliónu korun. Od roku 1904 sloužila přehrada jako zdroj pitné vody pro obce Kundratice, Jezeří, Ervěnice, Holešice a Nové Sedlo, kde byl lobkovický pivovar. V suchých letech 1929 a 1934 kapacita vodní nádrže nestačila, a odběr vody musel být omezován.
Vodní dílo Jezeří od roku 2003 neplní funkci vodárenské nádrže (neprobíhá odběr a úprava surové vody pro vodárenské účely), ačkoliv dílo formálně zůstává vodárenskou nádrží s vyhlášeným ochranným pásmem. Vodní dílo je zakonzervované a plní funkci rezervy pro případné budoucí využití. Odběr vody z nádrže byl ukončen s ohledem na dostatečnou kapacitu ostatních větších vodárenských nádrží v soustavě a rovněž s ohledem na technicko-provozní problémy typické pro malá vodní díla.

## Technické parametry

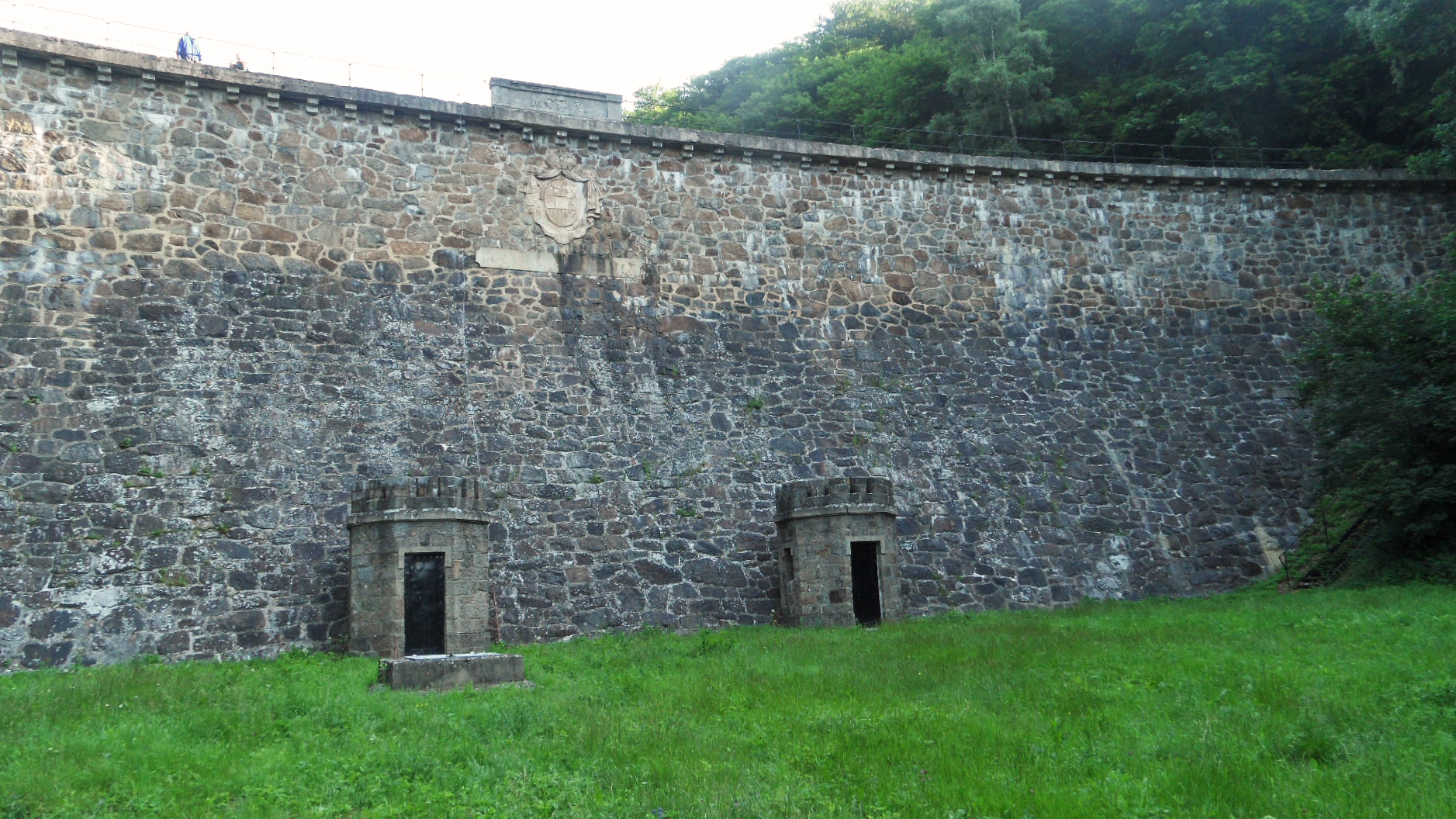
Hráz přehrady

Hráz je tížná, zděná z lomového kamene, vyklenutá proti vodě. Koruna hráze se nachází 471,69 m nad mořem. Její délka je 86,4 m a šířka 4,02 m. Maximální výška hráze nad terénem je 17,54 m. 
Výpustná zařízení tvoří spodní výpusti s kapacitou 2 × 0,17 m³/s a bezpečnostní přeliv na pravém boku nádrže. Celková délka přepadové hrany je 11,8 m a celková kapacita přelivu při maximální hladině v nádrži činí 12,58 m³/s.
Nádrž má dno v nadmořské výšce 454,15 m a hladinu 470,57 metrů nad mořem. Zásobní prostor nádrže je 0,049 miliónů m³ a celkový prostor 0,053 miliónů m³. Celková zatopená plocha přehrady je 0,64 hektaru. Plocha povodí nádrže má rozlohu 2,7 km².

## Hydrologické údaje
Vodní nádrž shromažďuje vodu z povodí o rozloze 2,7 km², ve kterém je dlouhodobý roční průměr srážek 853 milimetrů. Průměrný roční průtok je 0,04 m³/s.
| N             | 1   | 5   | 10  | 50  | 100  |
| ------------- | --- | --- | --- | --- | ---- |
| Průtok (m³/s) | 0,7 | 2,0 | 3,3 | 8,4 | 12,5 |